# Cmentarz prawosławny w Lipinach Górnych
Cmentarz prawosławny w Lipinach Górnych – prawosławna nekropolia w Lipinach Górnych, utworzona w ok. 1869 na potrzeby miejscowej ludności unickiej, od 1875 prawosławna i użytkowana do końca II wojny światowej. Nieczynny.

## Historia i opis
Cmentarz został założony ok. 1869 z przeznaczeniem dla miejscowej parafii unickiej jako kontynuacja starego cmentarza przycerkiewnego. Jednak już w 1875 cmentarz przejęli prawosławni na mocy likwidacji unickiej diecezji chełmskiej. Cmentarz użytkowany był przez prawosławnych mieszkańców do czasu bieżeństwa większości tychże w czasie I wojny światowej. Na opuszczony cmentarz prawosławni mieszkańcy znów wrócili w czasie następnej wojny. Ostatnie pochówki pochodzą z lat 40. gdyż ludność wyznania prawosławnego musiała wyjechać w ramach wysiedleń Ukraińców.
Na początku lat 90. XX wieku na terenie nekropolii zachowały się 4 kamienne nagrobki sprzed 1945, w tym 2 z XIX w. Najstarszy pochówek pochodzi z 1878. Są to przede wszystkim krzyże na prostopadłościennych postumentach, czytelne mogiły ziemne oraz kilkanaście drewnianych i metalowych krzyży. Inskrypcje na nagrobkach wykonane zostały w języku cerkiewnosłowiańskim.
Wokół cmentarza rosły 22 drzewa: sosny, wiązy, topole, dęby, brzozy, modrzewie i jesiony. Na mogiłach występuje też barwinek.